# 帽子

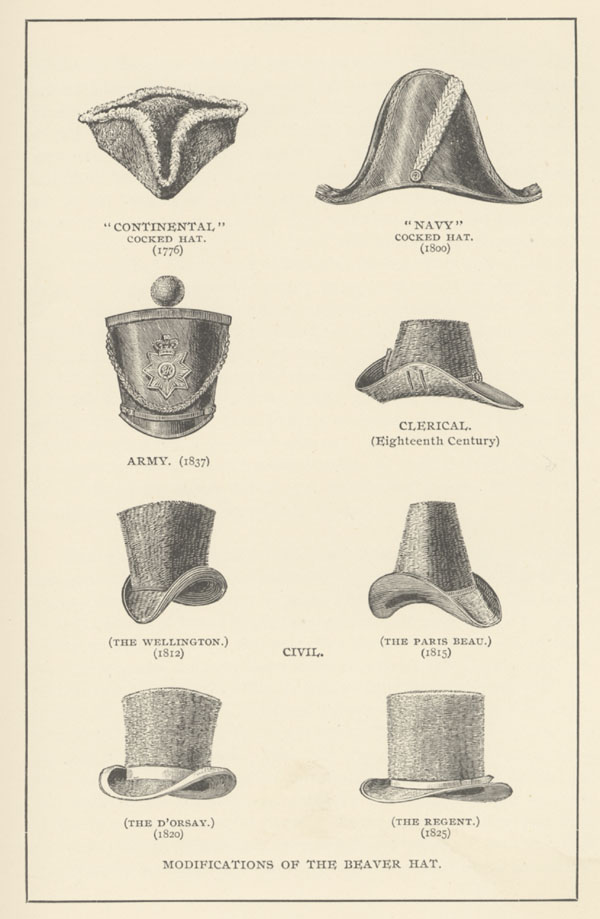
18世紀と19世紀の男性用ビーバーフェルトハットのコレクション

帽子（ぼうし）は、防暑、防寒、防砂、装飾を主な目的として頭にかぶる衣類の一種。西洋化以前は広義に布の被り物、狭義では烏帽子の略語であったが、西洋化とともに多くの頭にかぶる被り物を帽子と言うようになった。

## 概説
素材には布や織、皮革や毛皮、ゴムやプラスチックなどが用いられ、用途に応じたさまざまな形状がある。冠やターバン、ヘルメット、兜、カツラなどを帽子に含めるか否かについては議論がある。
大分類
英語の大分類のハットとキャップ
英語では、頭に乗せるものの総称としてハット（hat）、比較的柔らかい素材で頭部にフィットする形状のものをキャップ（cap）と呼んでいる。
ハットと呼ばれるものは一般に装飾的で全周につば（ブリム）を持つものが多いが、例外もあるため一概には言えない。現代に使用される実用的な帽子の大半はキャップに分類されるが、習慣的にハットと呼ばれるものもあり、その境界は曖昧である。
細かな種類
帽子の種類は非常に多いので、記事末尾の#種類の節に列挙する。
なお、帽子は種類ごとに様々な呼び方があり、各言語でも指す範囲が若干ズレている場合もあるので、各名称が具体的に何を指すかは、これらの呼び方を理解する必要がある。

## 歴史
世界
帽子の歴史は、紀元前4000年の古代エジプトにまでさかのぼる。
日本
弥生時代の人物埴輪に帽子風の装飾がみられる。『古事記』『日本書紀』にも、冠・笠の表記がみられる。冠婚葬祭という語にあるように、成人式に冠を身に着け、死者は閻魔大王と謁見する前に、中国のしきたりにならって天冠を被る。
日本では、明治4年8月9日（1871年9月23日）の散髪脱刀令（いわゆる断髪令）により髷を結う男性が激減し、髷の代わりとして帽子が急速に普及し、外出時の冠帽率が100%近い数字となった。西洋式の帽子は当初フランス語で「シャッポ」「シャポー」（仏: chapeau）などと呼ばれ、「和服にシャッポ」というスタイルで男性を中心に広まった（後に洋服も普及）。

## 用途
- 直射日光による日焼けや熱中症を避ける為の日除け
- 頭頸部や耳の防寒
- 雨具として（レインハット）
- 衝撃、飛来落下物、危険物、毒劇物、昆虫などからの頭部保護
- ドレスコード・エチケット
  - 主に昼間、屋外用の正装として手袋と共に用いられる。
- 身分を表す制服やユニフォームの一部（制帽・軍帽・官帽など）
- 宗教上の戒律
- 通常のファッション、おしゃれとして
- 調理や医療、精密機器の組み立てなどの際に抜けた髪の毛が落ちないようにする
- 髪型の保護（ナイトキャップ）
- 薄毛(禿頭の婉曲表現)や癖毛を隠す
- 顔を隠す（目出し帽）
- 商品広告（トラッカーハット）
- スポーツ（特に野球）の応援、主義主張の表明
- ジャグリングの道具として

歴史的には特定の頭部の装身具は、その人物の社会での立場を示すこともある。
白いトックブランシェ（仏: Toque blanche、コック帽）は、白い上下のシェフの制服（英: Chef's uniform）と共に一目で洋食の料理人と認識されるアイテムである。ベレー帽は画家を、麦藁帽は夏や農村を連想させるものである。
今日では特定の帽子を身につけるように求められる状況は限られている。代わって、ファッションとして帽子の必要性が認識されるようになった。特定の被り方や、帽子が所属する地域やサブカルチャーを示す他、擬似的に制服に近い意味合いを持つものもある。野球帽は一般に特定チームへの支持を示すものだが、ヒップホップ、ストリートファッションのアイテムとしても多用される。

## 帽子と礼儀
近・現代ヨーロッパ流の礼儀と帽子

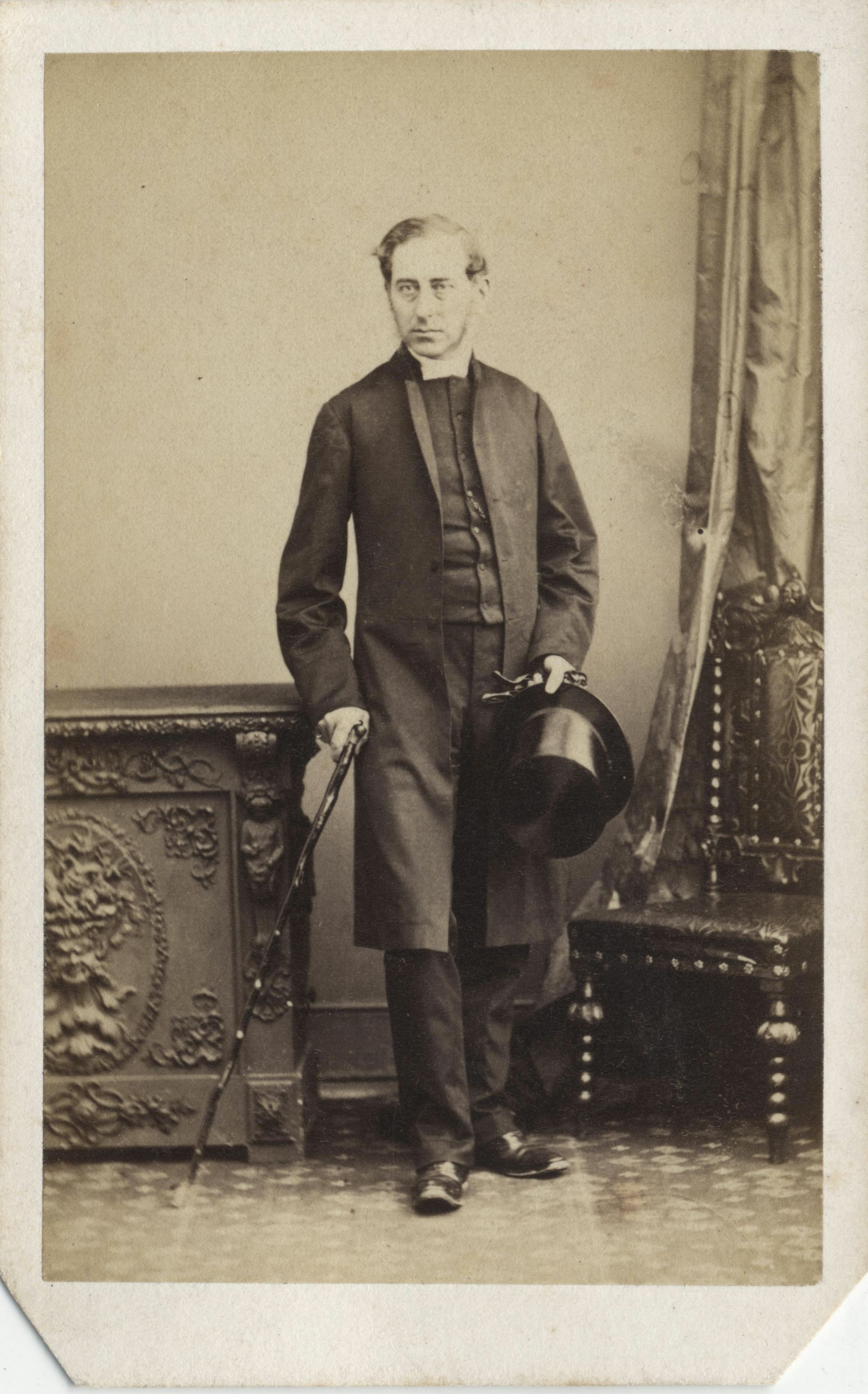
イギリス紳士

19世紀から20世紀にかけて、山高帽が紳士の礼装として認識されていた。当時のヨーロッパでは以下のように言われていたという。
このエチケットは軍隊のそれに準じており、入隊教育の中で新兵は帽子の取り扱いについて、講義を受ける。軍隊では戦闘中でなければ、屋内だけでなく艦船の中でも脱いでいなくてはならない（逆に旧ドイツ国防軍の様に、上官に対面する時の無帽は軍規違反になる軍隊もある）。また、敬礼の一つとして帽子を取ることがある（脱帽、シャッポを脱ぐ）。
これ以外の状況では、葬式や国歌斉唱、食事などが帽子を脱ぐべき状況である。男性の挨拶として帽子に手を当て軽く前に傾ける・一瞬だけ持ち上げ掲げるという方法ハット・チップがある。女性の場合、帽子は正装の一部と見做されている為この挨拶をする必要は無く、小さくお辞儀をする・スカートをつまみ、右脚を引いて屈んで小さく身を沈める（カーテシー）などで十分である。日中、女性は室内でも食事の時も、帽子をぬぐ必要はない。夜の行事では、帽子はかぶらない。ただし、夕刻のパーティーでは、カクテルハットをかぶる場合がある。
宗教上の礼儀や敬虔さと帽子

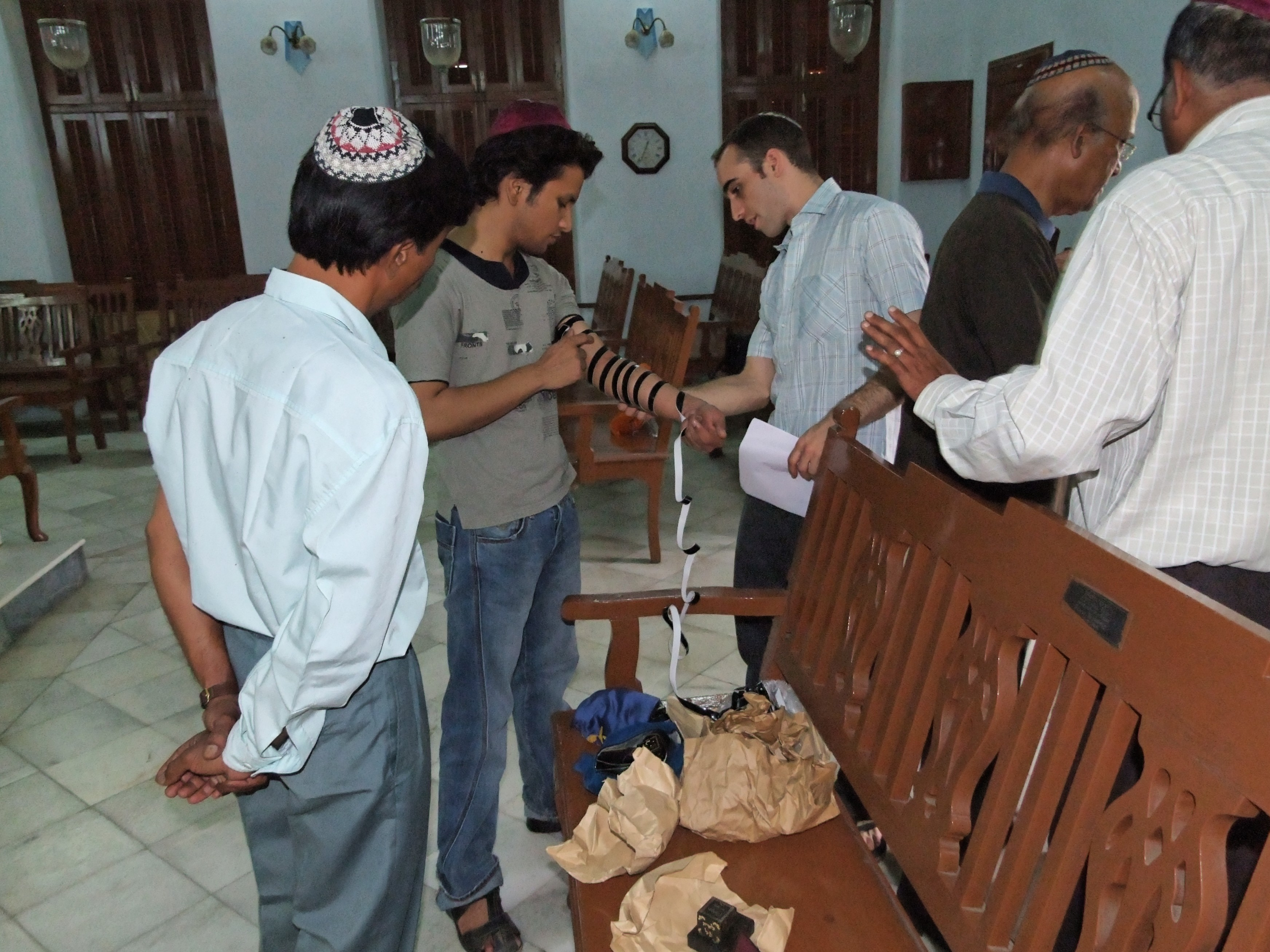
ユダヤ教徒のキッパー（インドのシナゴーグにて）

ユダヤ教徒はタルムードにより独特のキッパーをかぶることが決められている。これはヤハウェの偉大さ、人の卑小さ矮小さを、被る者に認識させるためである。ユダヤ教徒はシナゴーグで帽子を取る必要はない。
またイスラム教徒もモスクで帽子を取る必要がない。いずれも神への敬虔さを示す。
一方、キリスト教の教会堂では、男性は帽子を取ることが求められる（が、女性は帽子を取らないのがむしろエチケット。ちなみに女性クリスチャンの一部は、伝統を重んじて教会堂では男性にあまり顔を見せないようにヴェールを被る場合もある。）。男性キリスト教徒が帽子を脱ぐのは膝をつくことや頭を下げることと同じ意味で、やはり神に対する敬虔さからである。
古代中国の礼儀と冠
古代中国では冠を被ることが礼儀であった。『晋書』の慕容超載記に「文身」という語があるが、この「文身」は南方の野蛮人の風習とされた被髪文身（冠を被らずに髪を振り乱し、入れ墨をしている様子）を指したものとされる。儒教の経典『礼記』には、夫礼、始于冠（礼は冠に始まる）という記述がある。

## 各部の名称

帽子の各部の名称（ドイツ語）

### 本体
クラウン
帽子の山の部分
天（天井、トップ）
クラウンの頭頂部分。
天玉
天とジガミとの境に入る玉縁縫込み。
天張り（パッキン）
天を整形するために天の端に一周する形で入る細い芯。主にプラスチック製か鉄製で、学生帽などでは入らないこともある。
腰（サイド）
クラウンの基部。制帽・軍帽・官帽などでは「鉢巻」と呼ばれることもある。
ジガミ（マチ、ヨツ）
天と腰とをつなぐ部位。4枚の生地を縫い合せて作る。
庇（鍔、つば、ブリム）
日除け。野球帽のように前部のみのものはバイザーと呼ぶ。

### 付属部
縁（へり）（帯・帽帯・周章）
腰の上に巻かれる帯布。蛇腹、リボンなど。これが付かずに腰のままとされることもある。
顎紐（あごひも）
革製が多いが布製やビニール製、ゴム製などもある。
耳章
顎紐を腰に留める付属品。主に金属製で、無装飾の場合と、団体の徽章が入る場合がある。
帽章
主に制帽として用いられる帽子につける徽章。

## 種類
Category:Hatsも参照

### 宗教
- カロッタ
- 教皇冠
- ミトラ
- ガレーロ、ガレロ（galero）
- カミラフカ
- クロブーク
- ビレッタ帽（berretta, biretta）
- クーコリ
- キッパー（キッパ（kippah））
- ターバン
- ヒジャブ
- カピロテ

### 儀礼
- 冠
  - 西洋の冠
  - 日本の冠
  - 冕冠
  - 礼冠
- 烏帽子
- 頭襟
- 角隠し
- 綿帽子
- ティアラ
- ベール
- 戦笠

### 制帽

#### 軍隊
- 軍帽
  - ケピ帽（ドゴール帽）
  - 官帽（Peaked cap）
  - 戦闘帽
  - 山岳帽
  - ジープ帽
  - パトロールキャップ（Patrol cap）
  - シャコー帽
  - 水兵帽
  - チャプカ（Tschapka）
  - バスビー（Busby）
  - ブヂョーノフカ
  - ベアスキン（Bearskin）
  - モンティベレー
  - 戦車帽
  - GI帽
  - ギャリソンキャップ
  - キャスケット・ビジャール

#### 学校
- 通学帽
  - 学生帽(スクールキャップ)
  - 紅白帽

#### その他
- キャンペーン・ハット
- アポロキャップ

### スポーツ

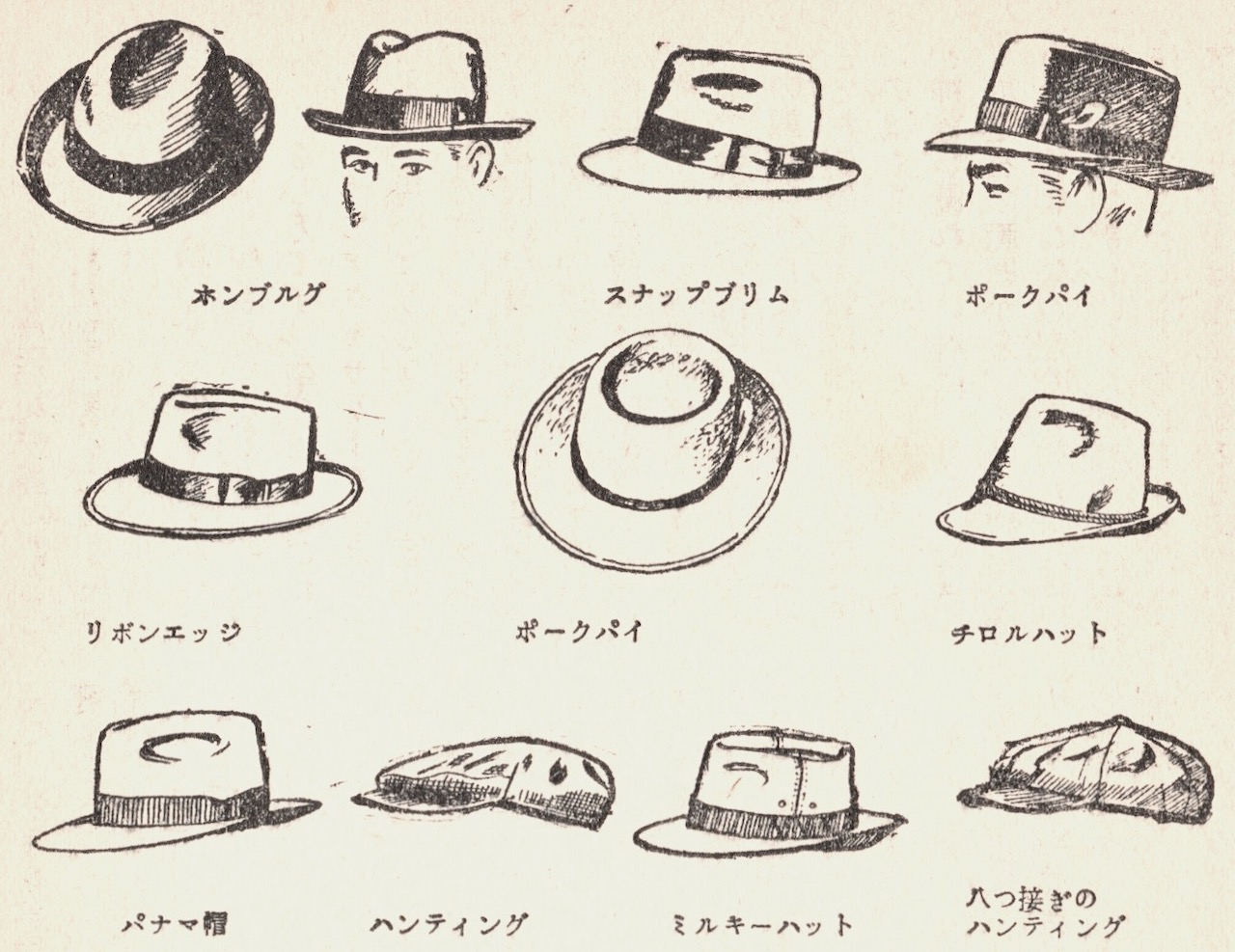
1955年の服飾辞典より

- ハンチング帽（ディアストーカー（deerstalker）、鹿撃ち）
  - キャスケット
    - キャスケット・ア・トロア・ポン

  - 鹿撃ち帽
  - フライトハット
- 登山帽
  - チロリアンハット
- 野球帽
  - 野球用ヘルメット
- スイムキャップ
- スキー帽子
  - ニット帽やビーニーキャップなど、後述の#防寒に類するもの
  - スキーヘルメット
- ヘッドギア（ボクシング用）
- ヘッドキャップ（ラグビー用）
- 乗馬用ヘルメット
- 自転車用ヘルメット
- 自動車競技用ヘルメット
- ランニングキャップ
- アメリカンフットボール用ヘルメット
- 水球帽子

### 民族衣装
- ソンブレロ
- ロシア帽
  - パパーハ
  - ウシャーンカ
  - シャープカ
  - コサック帽
- カッ
- 人民帽
- カウボーイ・ハット（cowboy hat）
- テンガロンハット
- シュトライメル（shtreimel, Streimel）
- スポディク（spodik）
- クーフィーヤ
- フェズ（fez、トルコ帽（turkish hat）、タルブーシュ（tarboosh））
- ナミートゥカ
- テュベテイカ
- グレンガリー帽

### 実用
- レインハット
- ナイトキャップ
- サンバイザー
- 作業帽
  - 小判帽
  - 手術帽
  - 船員帽
  - モブキャップ
  - トックブランシェ（コック帽）
  - ナースキャップ（看護帽）
  - 八角帽
  - 防塵帽
  - ポーラ型帽子
  - 丸アポロ型
  - 丸天帽
  - 和帽子
- サウナハット

#### 防寒
- 飛行帽
- フライトハット
- 目出し帽
- 耳あて（イヤーマフ、耳袋）
- ワッチ（ニット帽、ビーニーキャップ）
- 正ちゃん帽
- マラハイ

#### 防暑
- 麦わら帽子(ストローハット)
- カンカン帽（ボーター、キャノチエ）
- パナマ帽
  - オプティモ
- 笠
- ノンラー
- クバ笠
- ピスヘルメット（Pith helmet、ソーラ・トーピー（sola topee）、トーピー（topee）、サンヘルメット（sun helmet）、コークヘルメット（cork helmet）、トロピカルヘルメット（Tropical Helmet）、サラコット（salacot）、トーピ（topi）、探検帽、 防暑帽）
- サファリハット
- チューリップハット

### ファッション
- シルクハット（トップハット、チュリンダー（シリンダー））
- 山高帽（ダービーハット、メローネ）
- メトロ（クルーハット、キャンポベローズ、ファティーグキャップ）
- ソフト帽（中折れ帽、グロブナー、サメト、サメフート（סמט）、ビーベルフート（イディッシュ語: ביבערהוט, biberhut）、フェドーラ、ミルキー）
- オペラハット
- スポーティーソフト帽
- ボルサリーノ
- ホンブルグ・ハット（Homburg, הומבורג, Homburgas, Хомбург, Homburghatt）

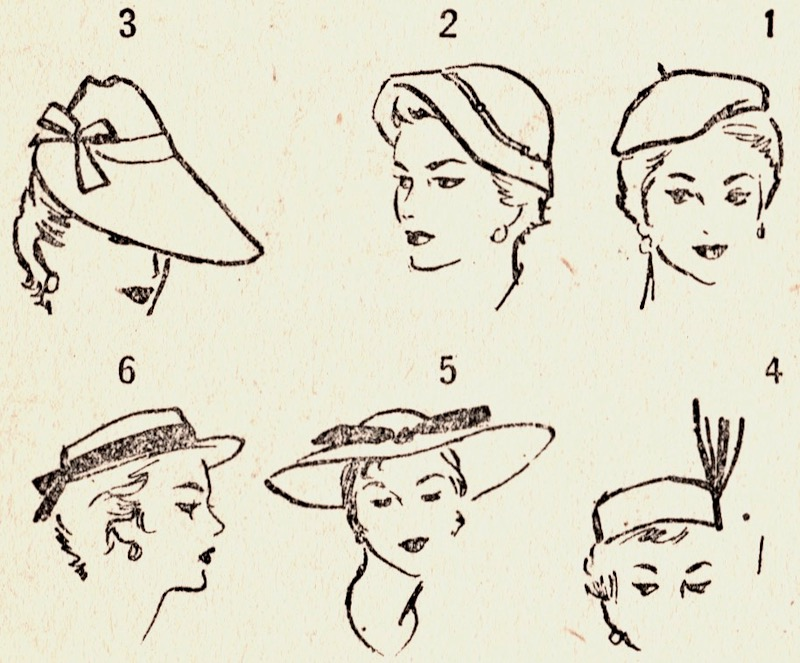
1955年の服飾辞典の婦人用帽子一覧。
1.ベレー帽　2.クローシェ　3.トロッター(チロリアンハット)　4.トーク帽　5.キャプリーヌ　6.キャノチエ

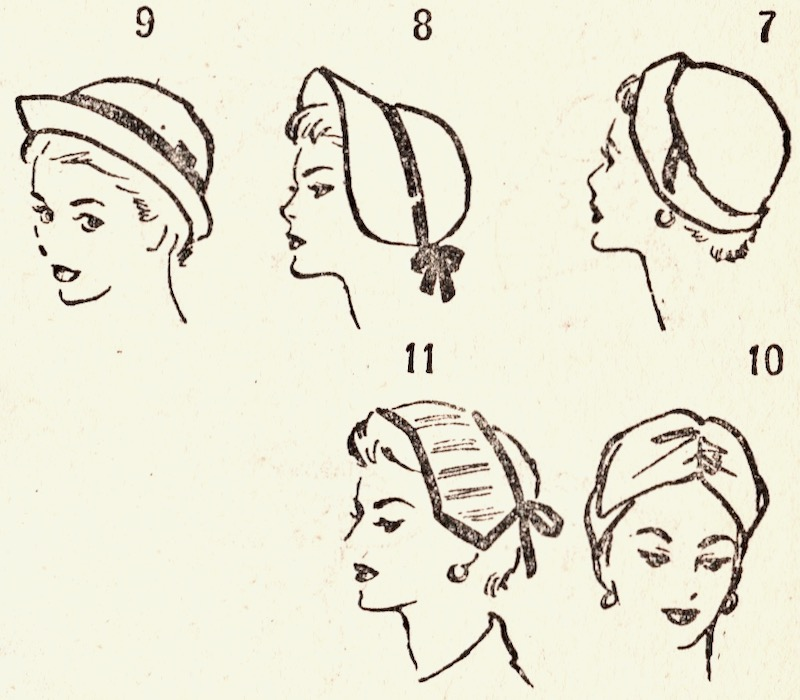
1955年の服飾辞典の婦人用帽子一覧。
7.ブルトン　8.ボンネット　9.ボレロ(セーラー帽)　10.ターバン　11.カクテルハット（ヘッドドレス）

  - アンソニー・イーデン・ハット
- ピルボックス帽
- ポークパイ

- ボンネット
- ベレー帽
- クローシェ（クロシェ、クロッシェ）
- ブルトン
- ファシネーター
- 猫耳

### ヘルメット
- 兜
  - 星兜
  - 筋兜
  - 頭形兜
  - 阿古陀形兜
  - 突盔形兜
  - 桃形兜
  - 変わり兜
  - 畳兜
  - 猿面兜
- グレートヘルム
- 戦闘用ヘルメット
  - ピッケルハウベ（カストディアンヘルメット）
  - ヘルメット (ドイツ軍)
  - QGF-02ヘルメット
  - ACH (ヘルメット)
  - PASGTヘルメット
  - ECH (ヘルメット)
  - 九〇式鉄帽
  - 九八式鉄帽
  - 66式鉄帽
  - 88式鉄帽

### 頭巾
- フード
- スカーフ
- カーチフ（ヘッカチーフ、ヘッドカチーフ）
- ショール
- 手拭い
- バンダナ
- プラトーク
- 宗十郎頭巾
- 覆面

### その他・未分類
- 二角帽子（ビコルヌ、バイコーン、ナポレオン帽、山形帽）
- 三角帽子（トリコーン）
- モンマス帽
- ペタソス
- アルペン
- クラッシャーハット
- テラピンチ
- オスロー
- タンク
- 御釜帽
- キャプリーヌ（キャペリン）
- シャブラック（チャープラーグ（shabrack, csáprág））
- スカルキャップ（Skullcap）
- スキン・キャップ
- ブリム・ハット
- フリジア帽
- ヘッドドレス
- トーク帽
- ムナク帽
- アストラカン帽
- カラークル (帽子)（英語版）
- クロケット帽(デイヴィッド・クロケット)
- ケーバ帽子
- キャップスキー
- キリー
- ハットスキー
- ハンチングスキー
- バイカケット帽（英語版）

## ギャラリー

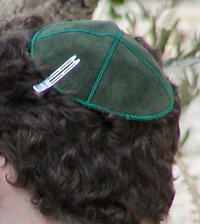
キッパー。帽子の部類に入るかは見解が分かれている
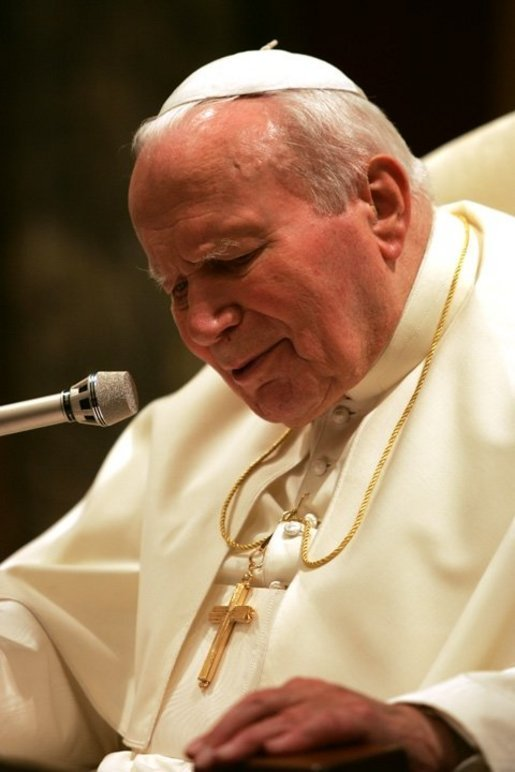
キリスト教徒のツッケット
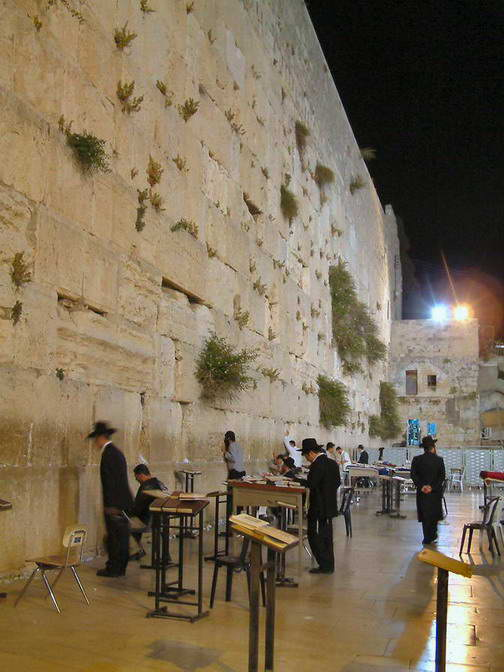
嘆きの壁で祈る男性（超正統派ではビーベルフート、サメトフート、サトマール帽、スーペルなど。ハバド・ルバヴィッチでは縁広のフェドーラ。ポーランド貴族などを真似たといわれる）
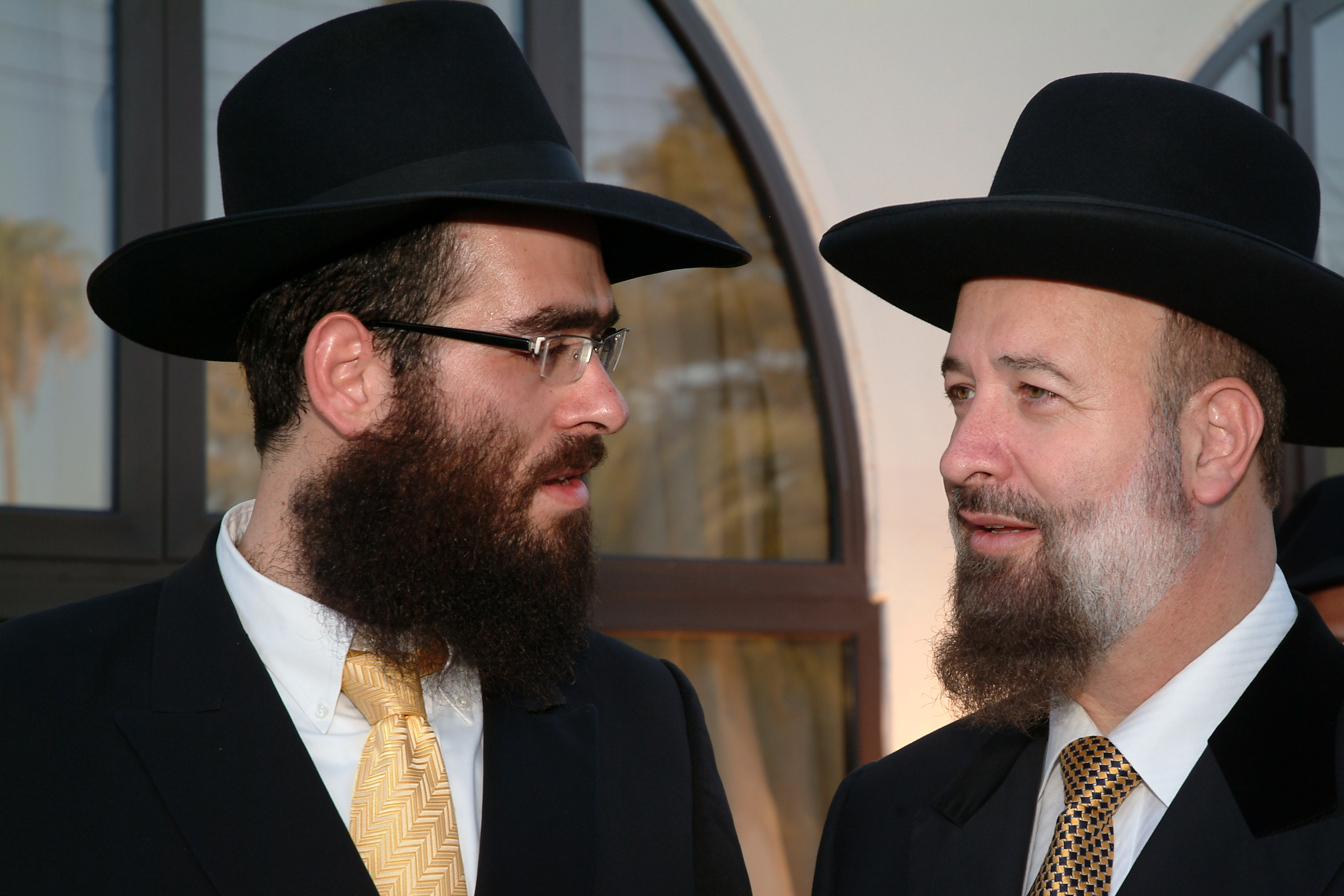
ユダヤ的フェドーラ（中折れ（kneytsh）、縁広など）を被ったラビ・ラスキンと、ユダヤ的ホンブルクを被ったラビ・メッツガー
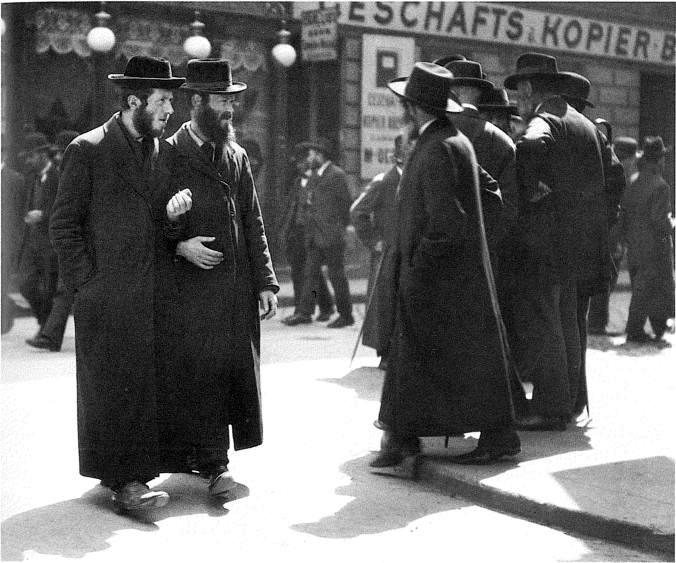
サトマール帽、ホンブルクなど様々なユダヤ的帽子をかぶったレオポルトシュタットのダーティーム
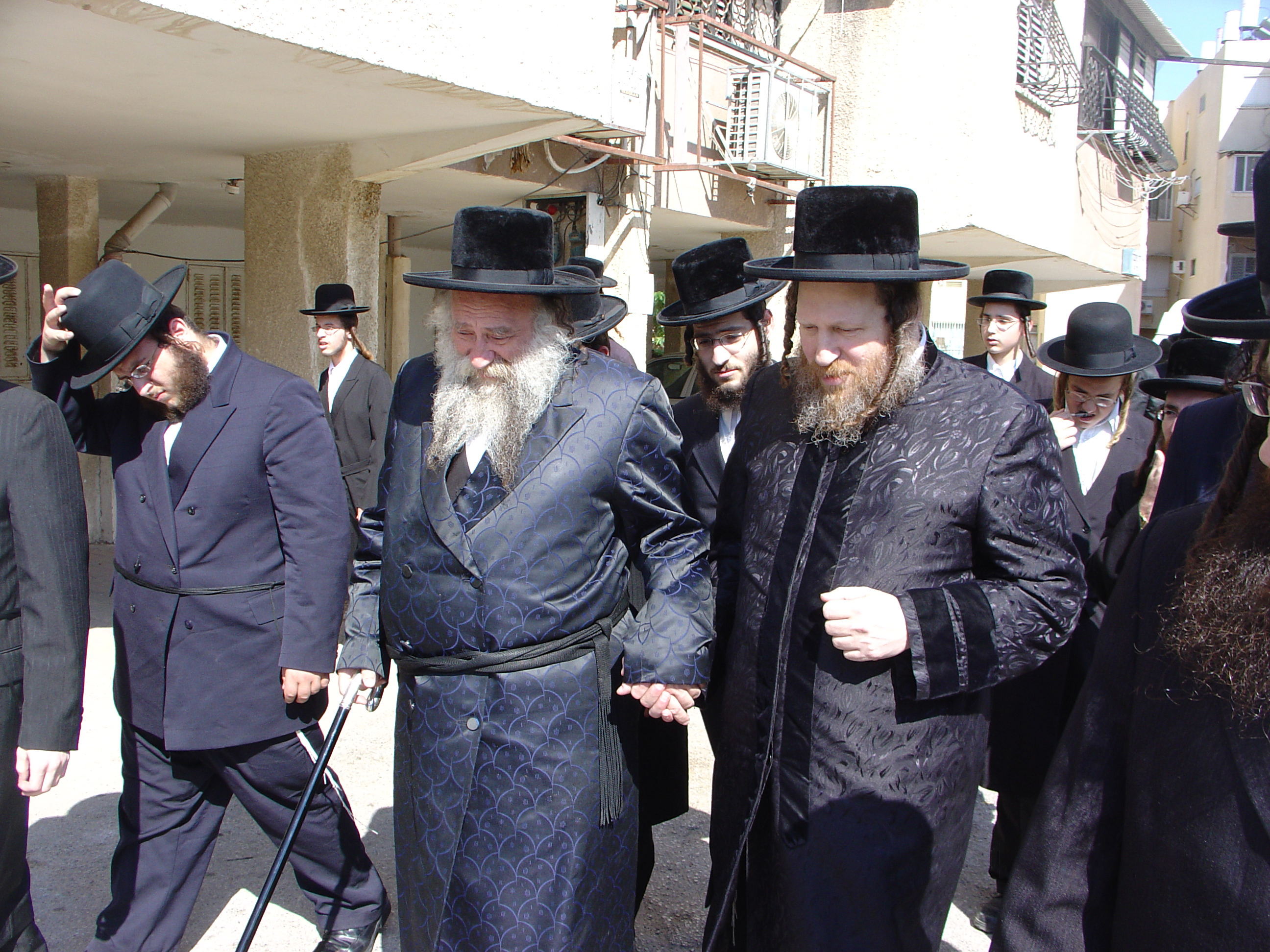
ビーベルフート、サメトフート、サトマール帽をかぶったハシディーム
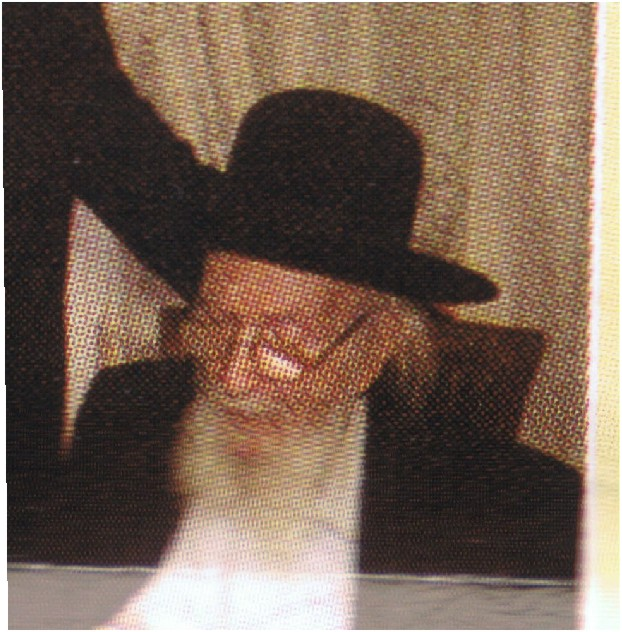
ラビの帽子（丸みを帯びている）
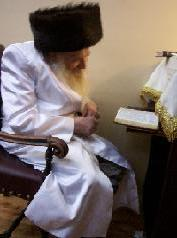
シュトライムルを被り祈るラビ
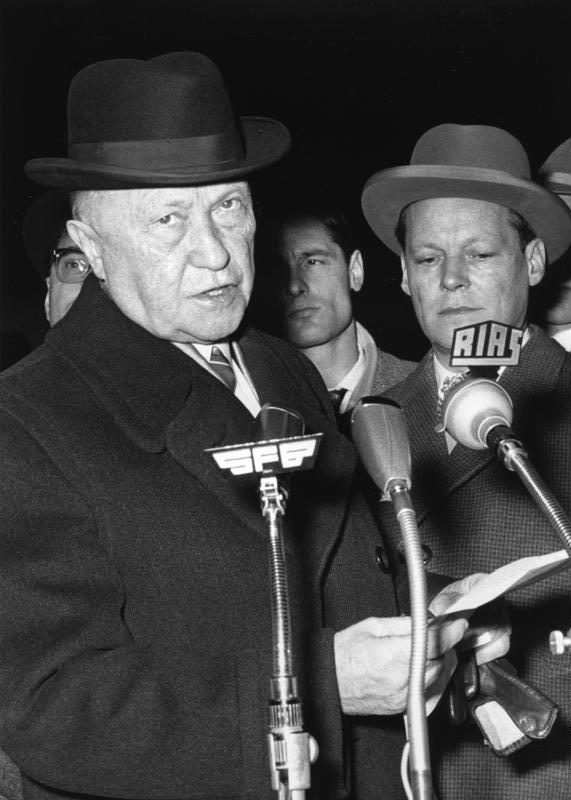
一般的な縁に反りの入ったホンブルク。ツマミの入っているものとないものがある
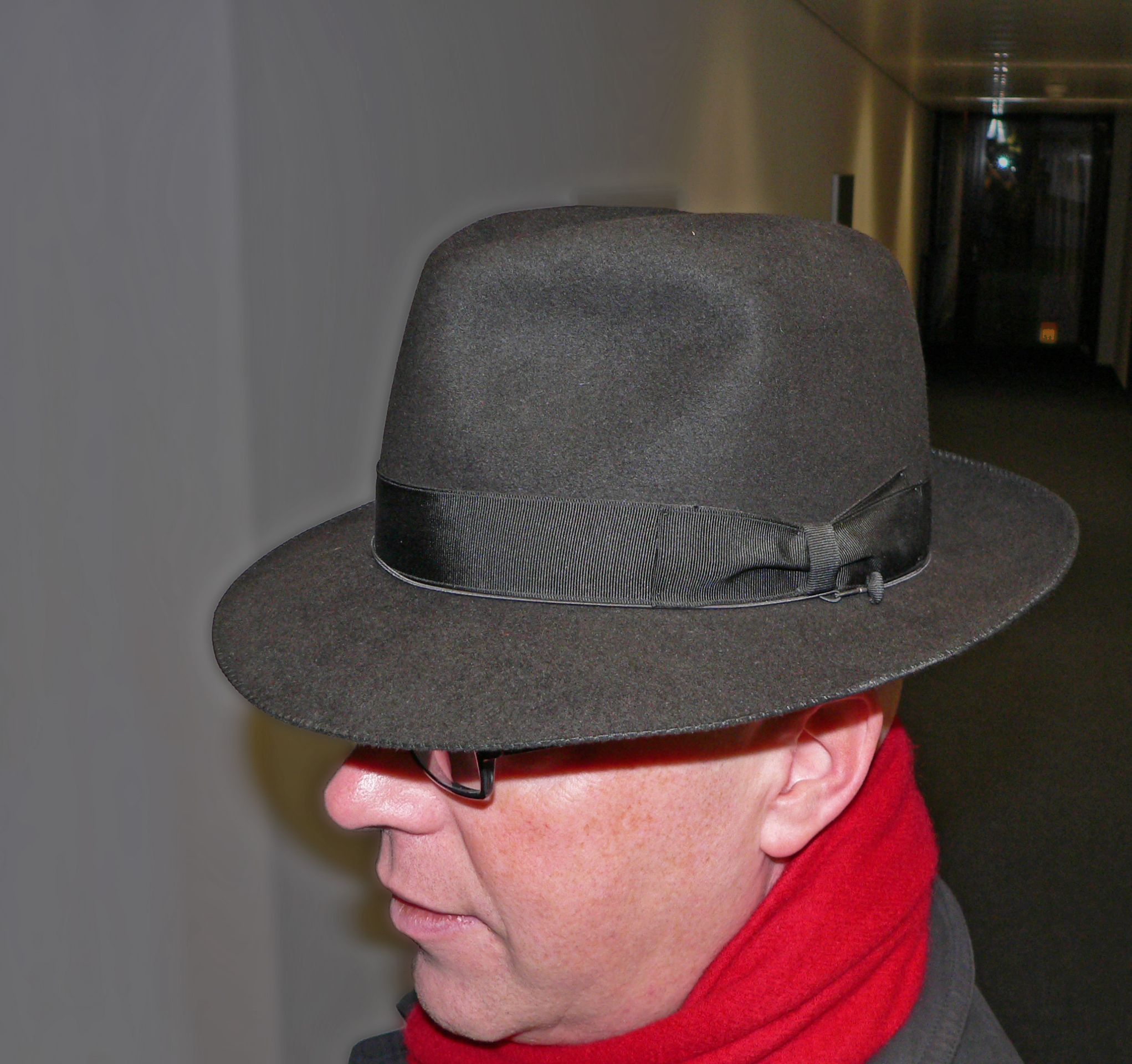
ボルサリーノ・ブランドのフェドーラ
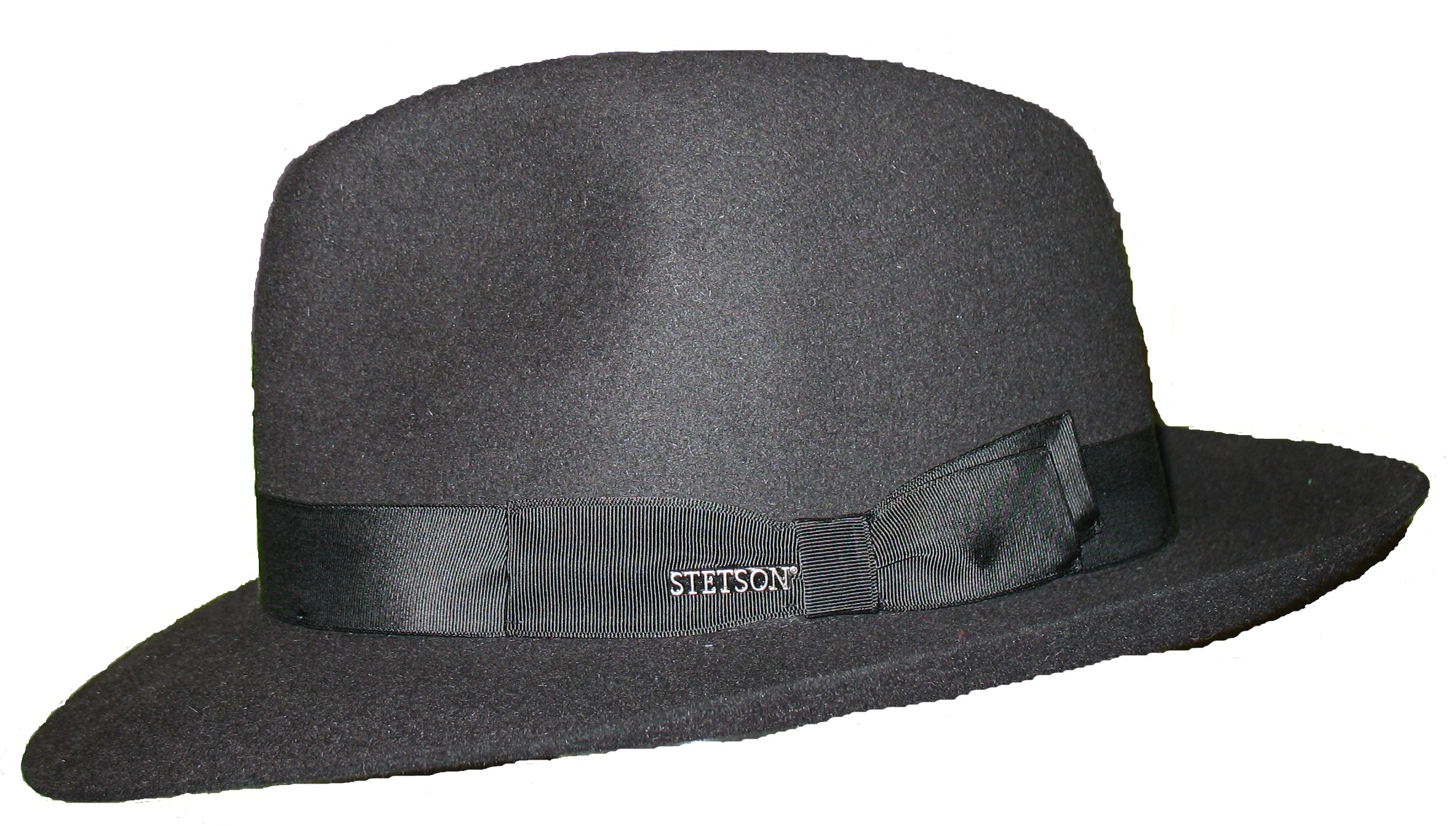
ステットソン・ブランドのフェドーラ
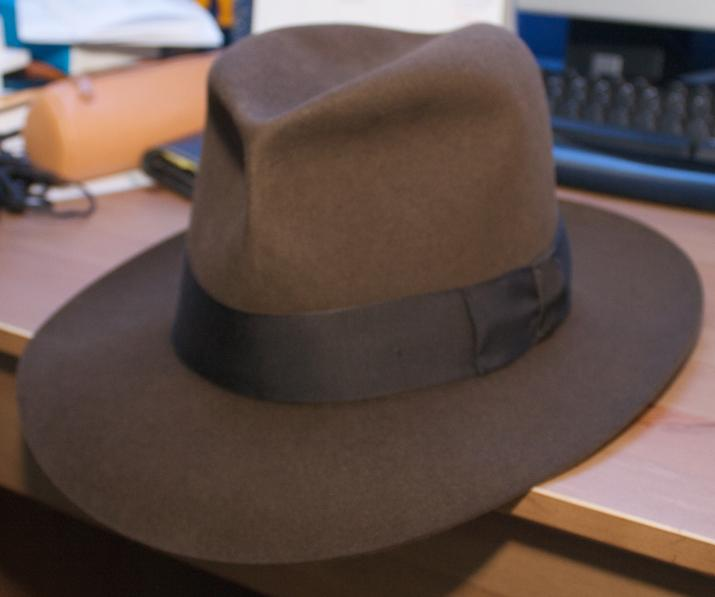
インディ・ジョーンズ・スタイルのボルサリーノ・フェドーラ
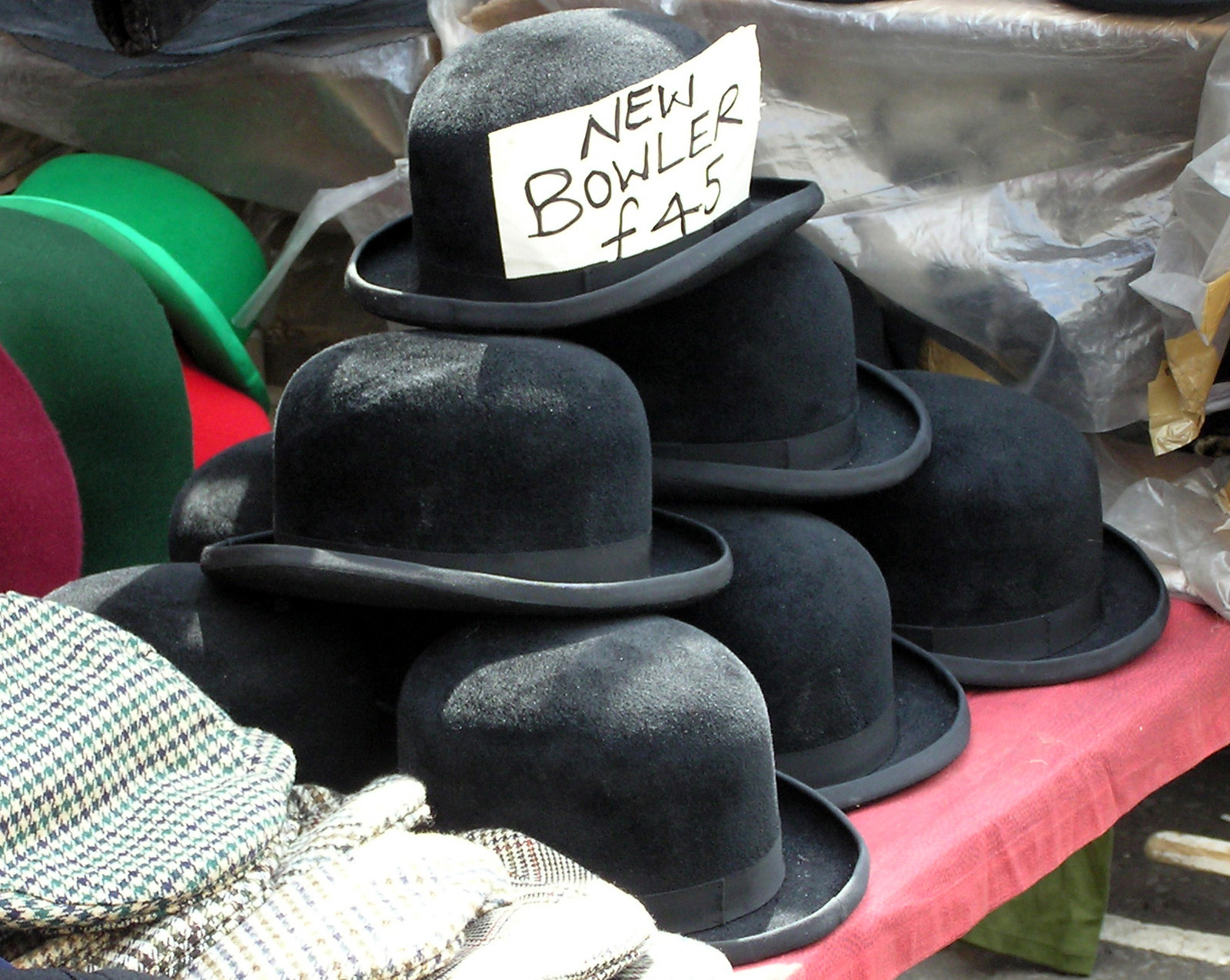
ボウラー・ハット
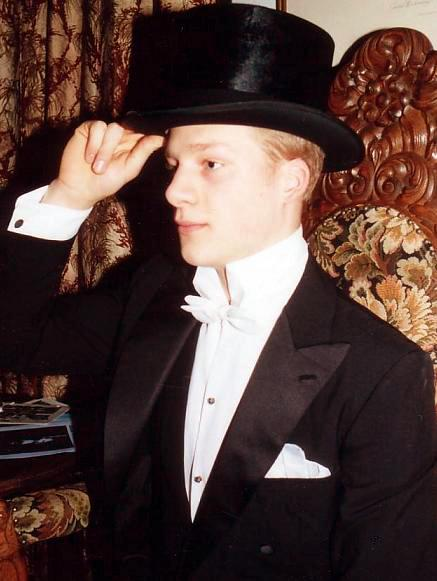
シルク製のトップ・ハット（シルクハット。シルク製でないものもある）
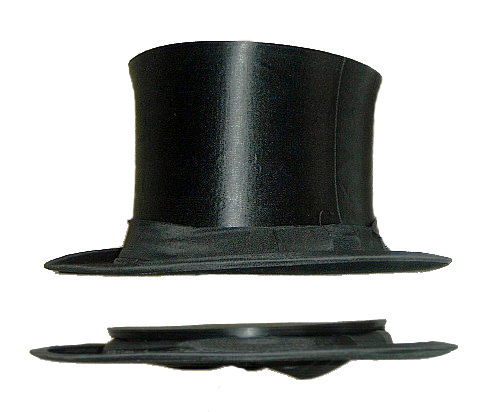
オペラハット（折り畳みのできるシルクハット）
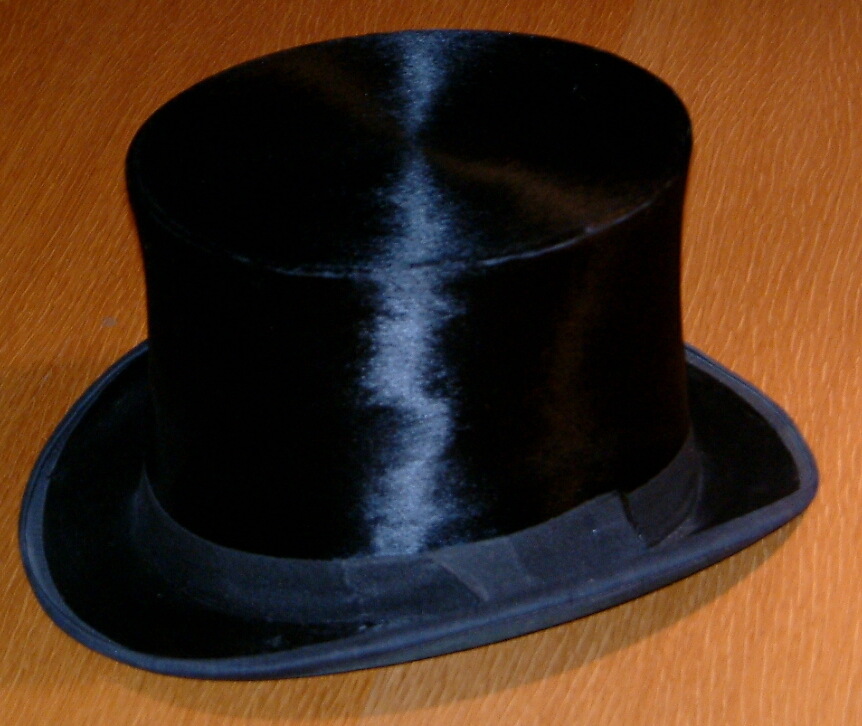
シルクハット
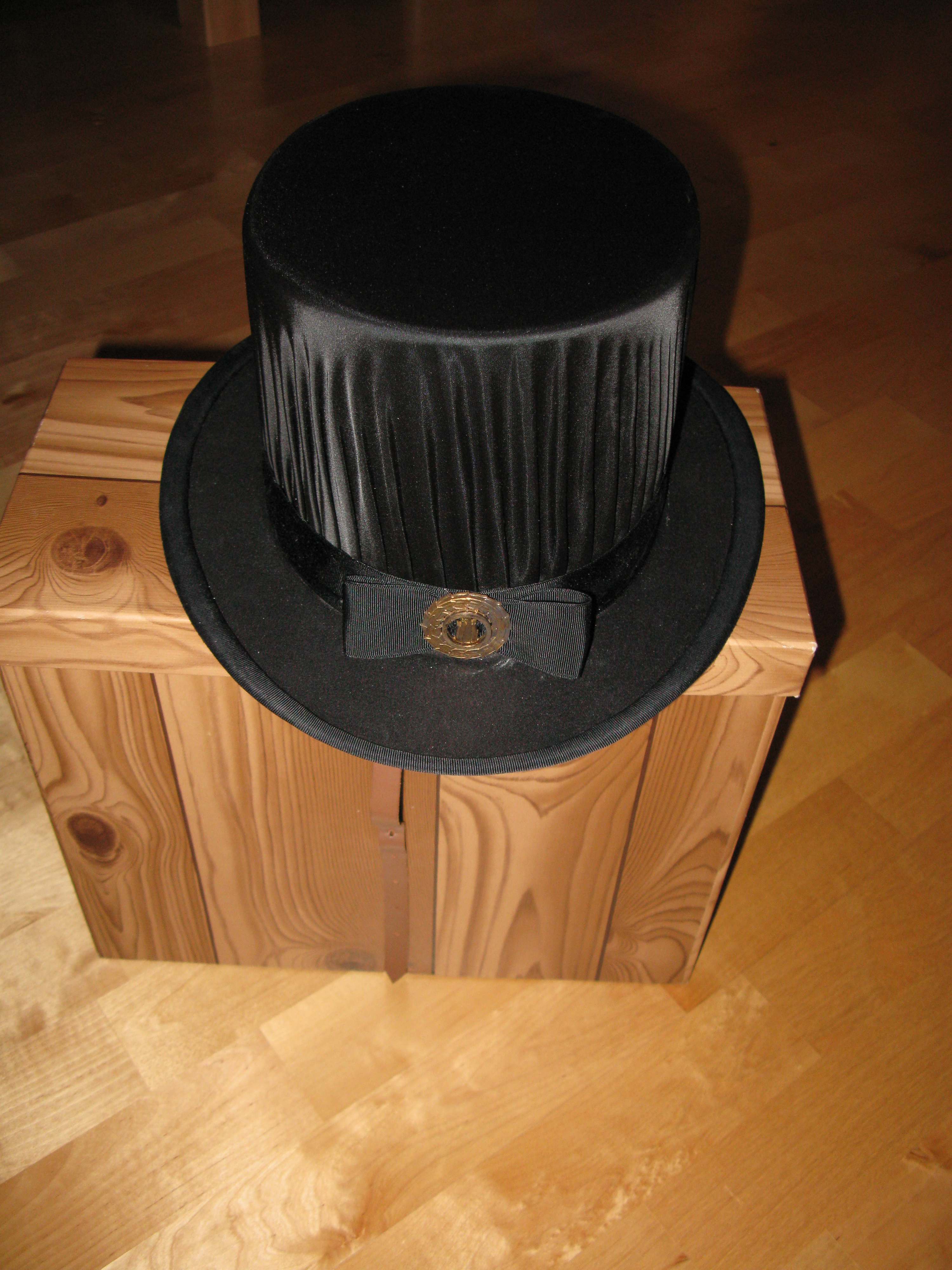
シルクハット
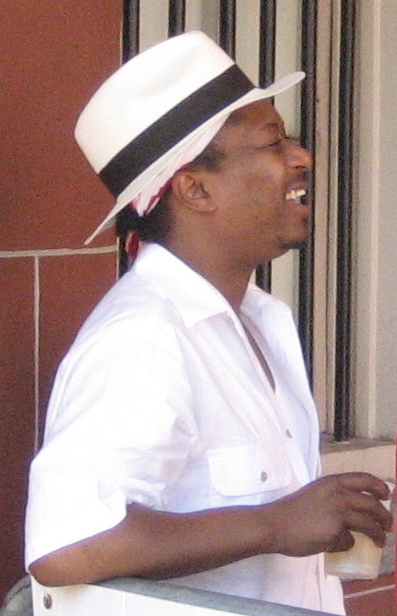
パナマ帽
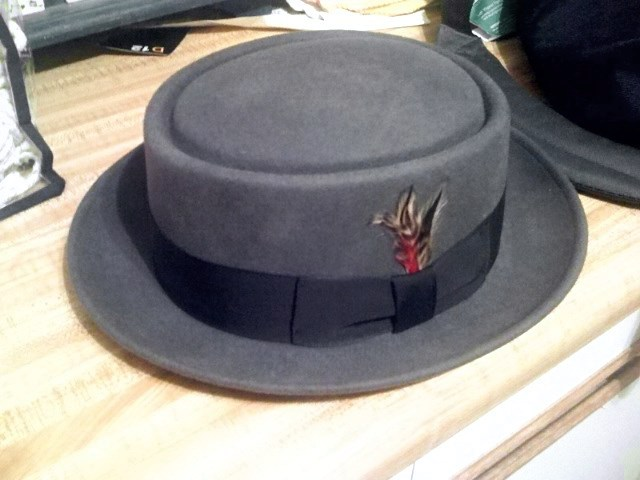
ポークパイ・ハット
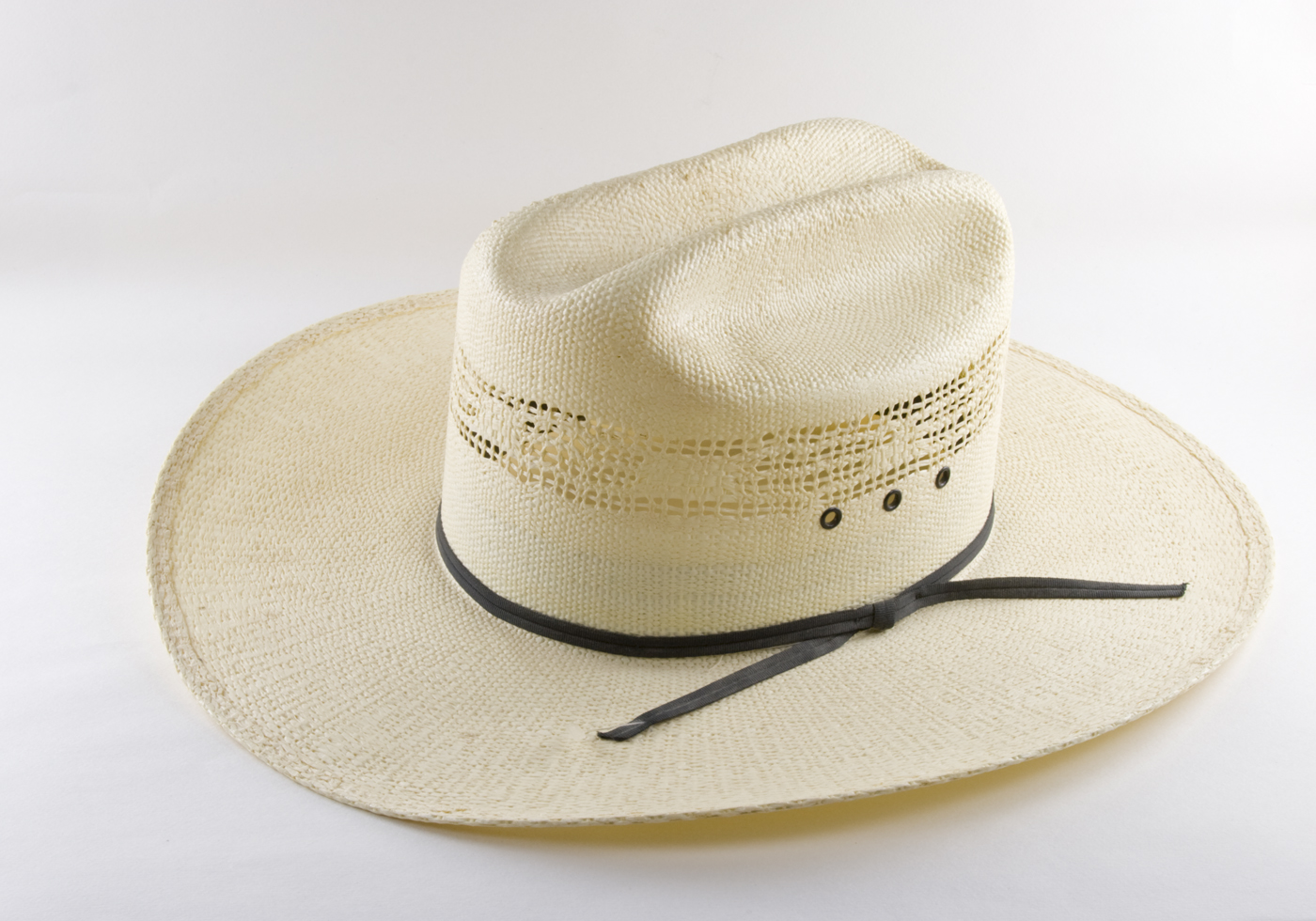
カウボーイ・ハットの一種（麦藁製）
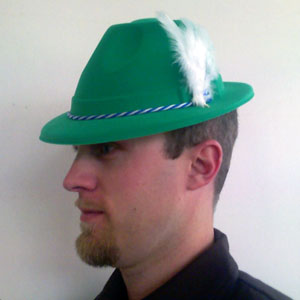
チロルハット
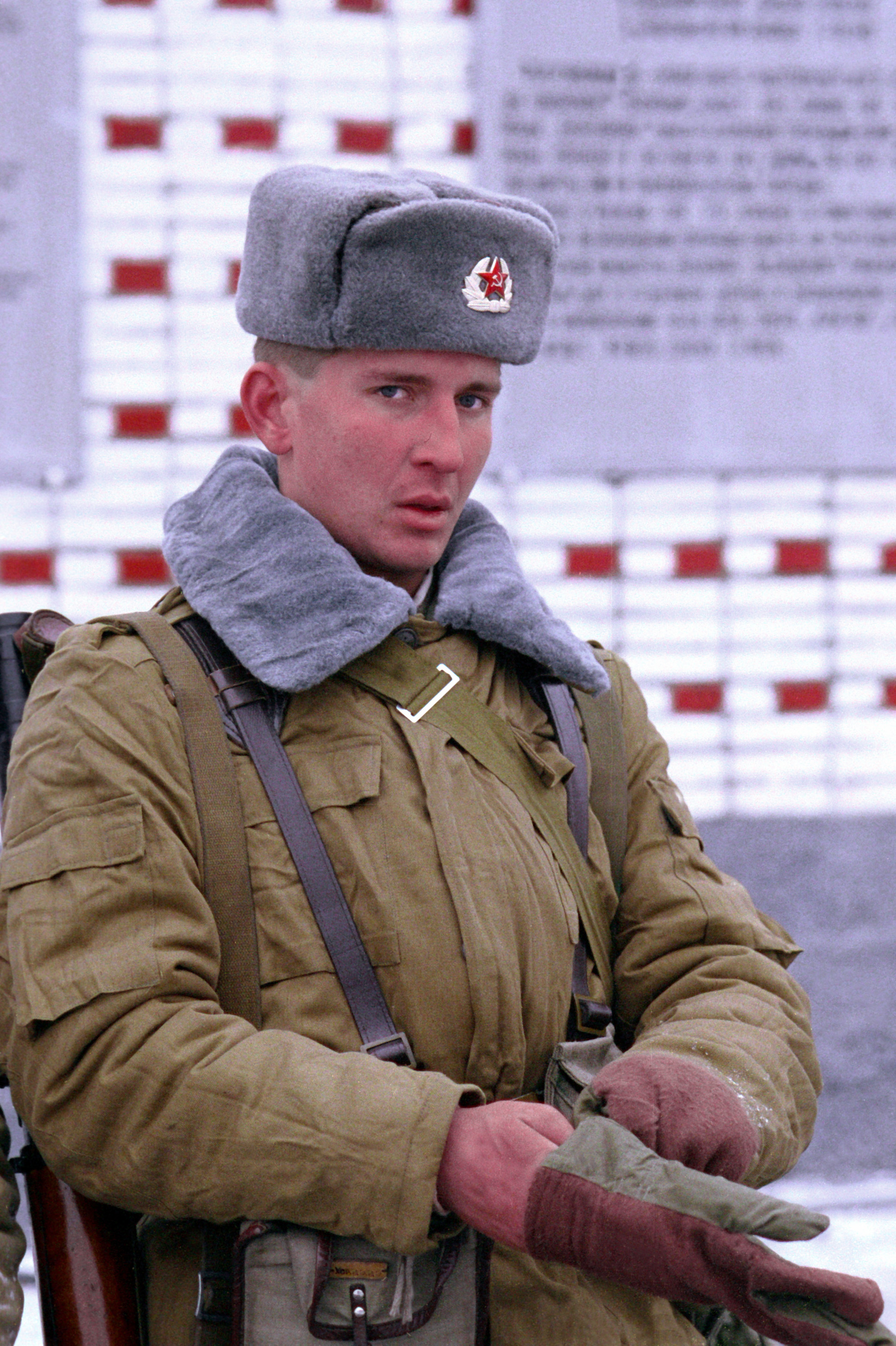
ロシア帽
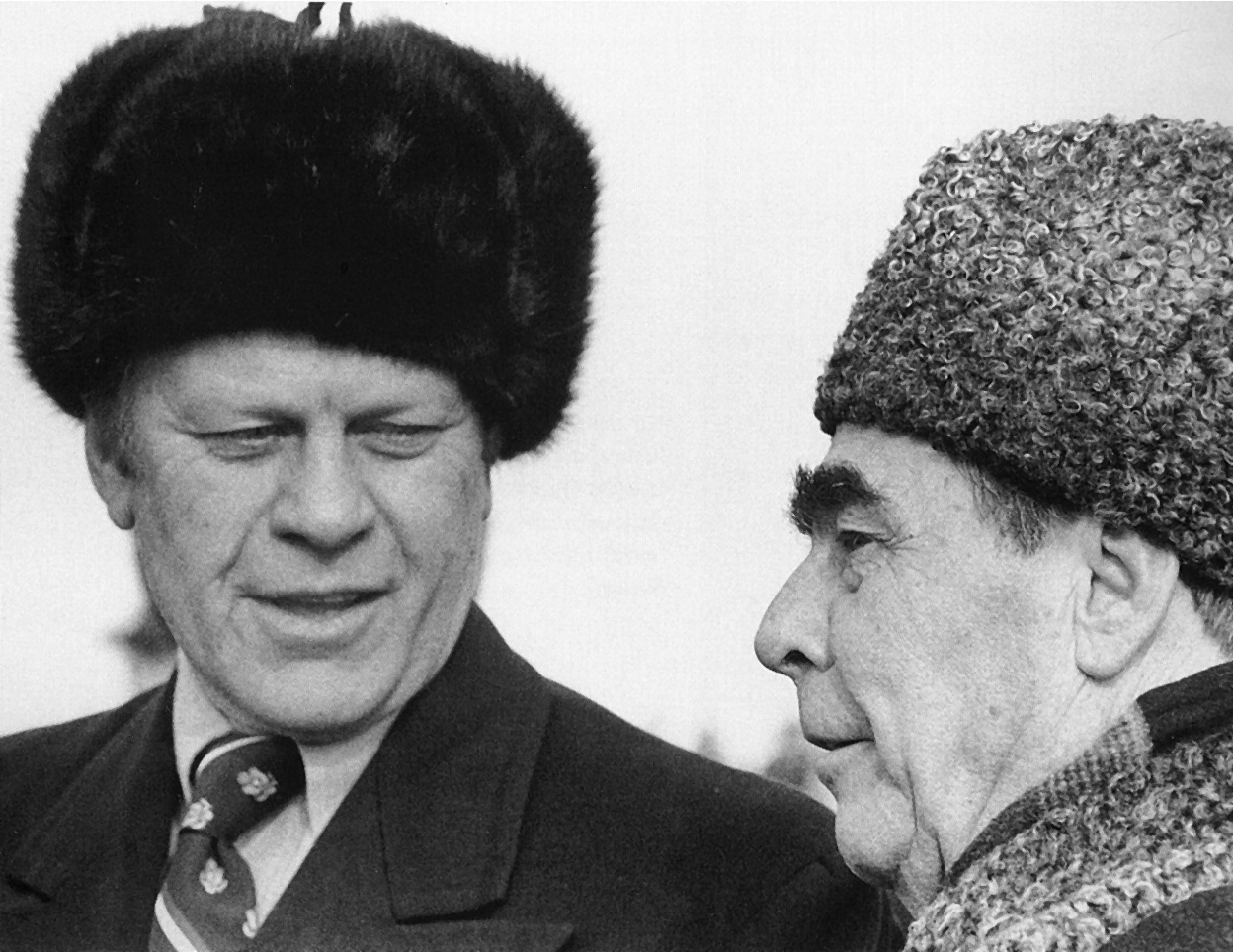
ロシア帽の一種であるパパーハとウシャンカ
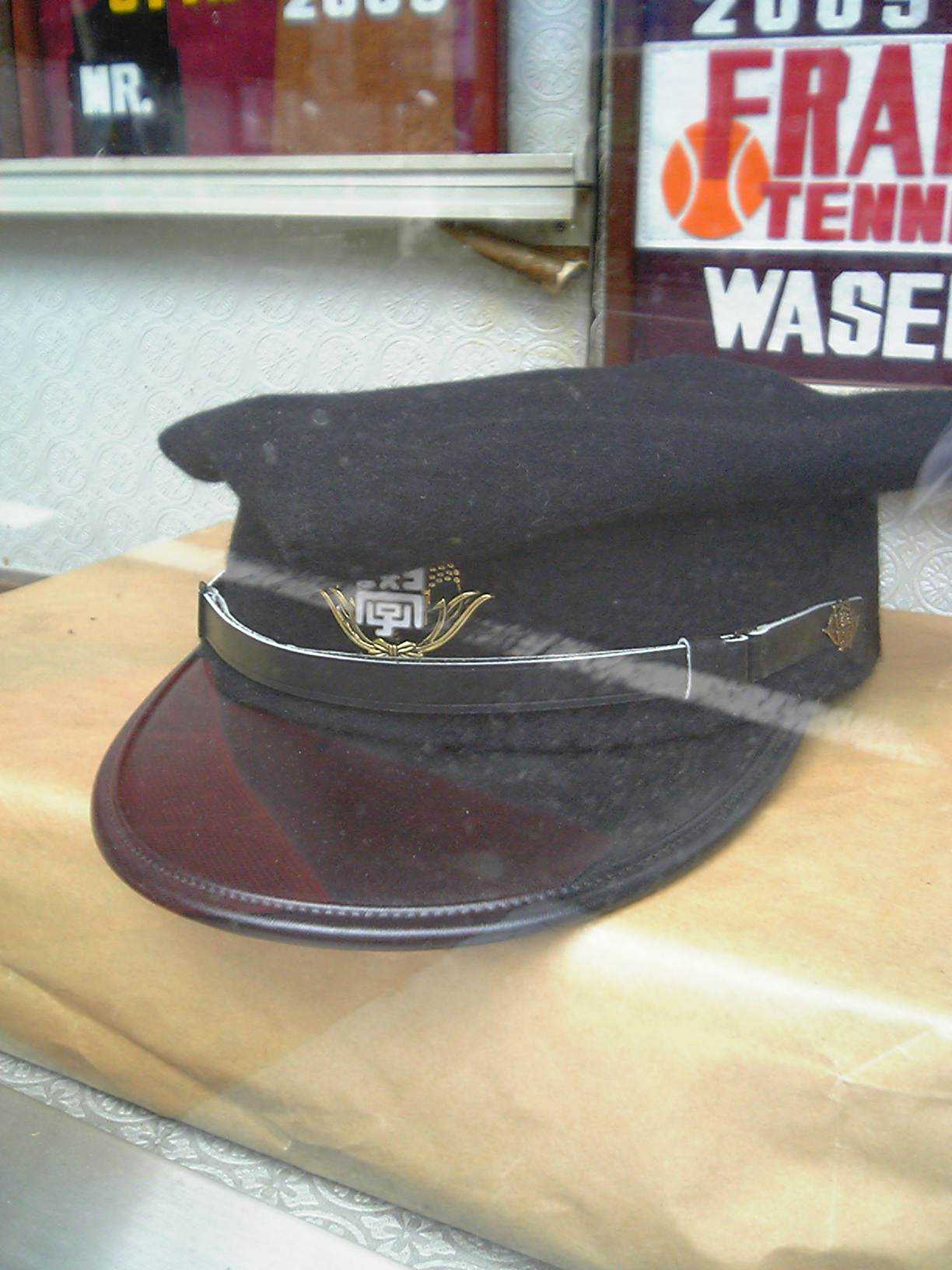
学生帽
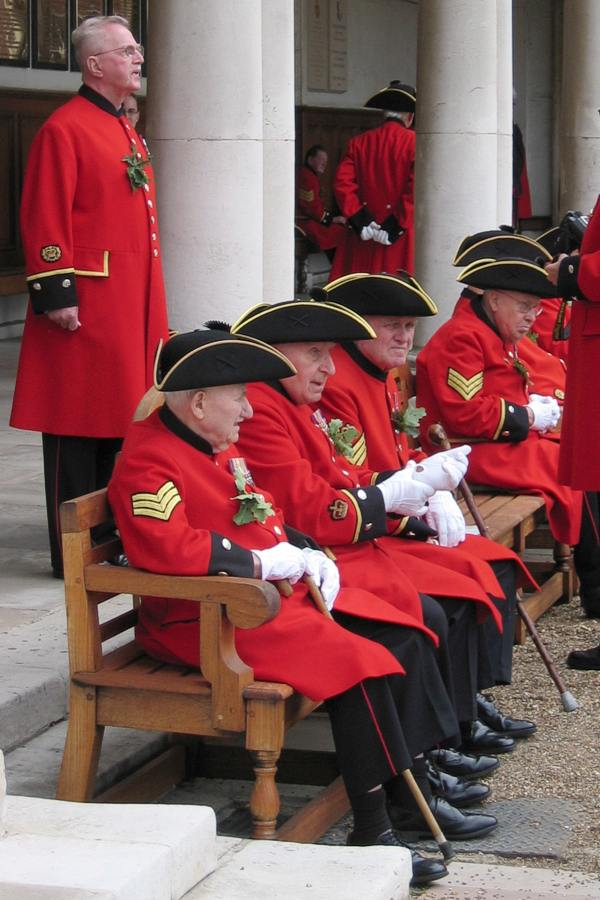
三角帽子
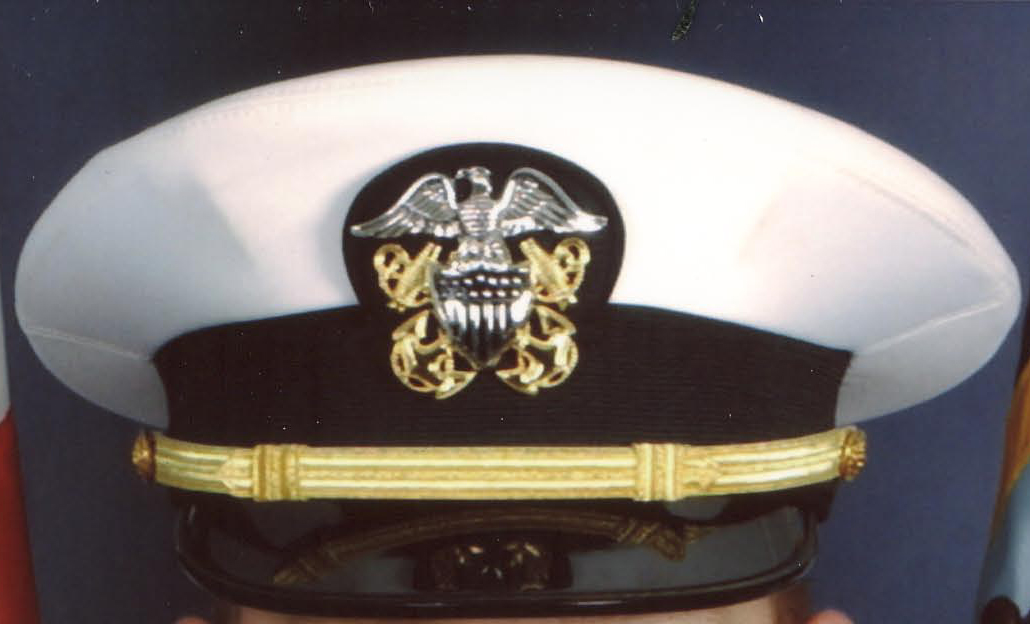
米海軍下級将校の制帽
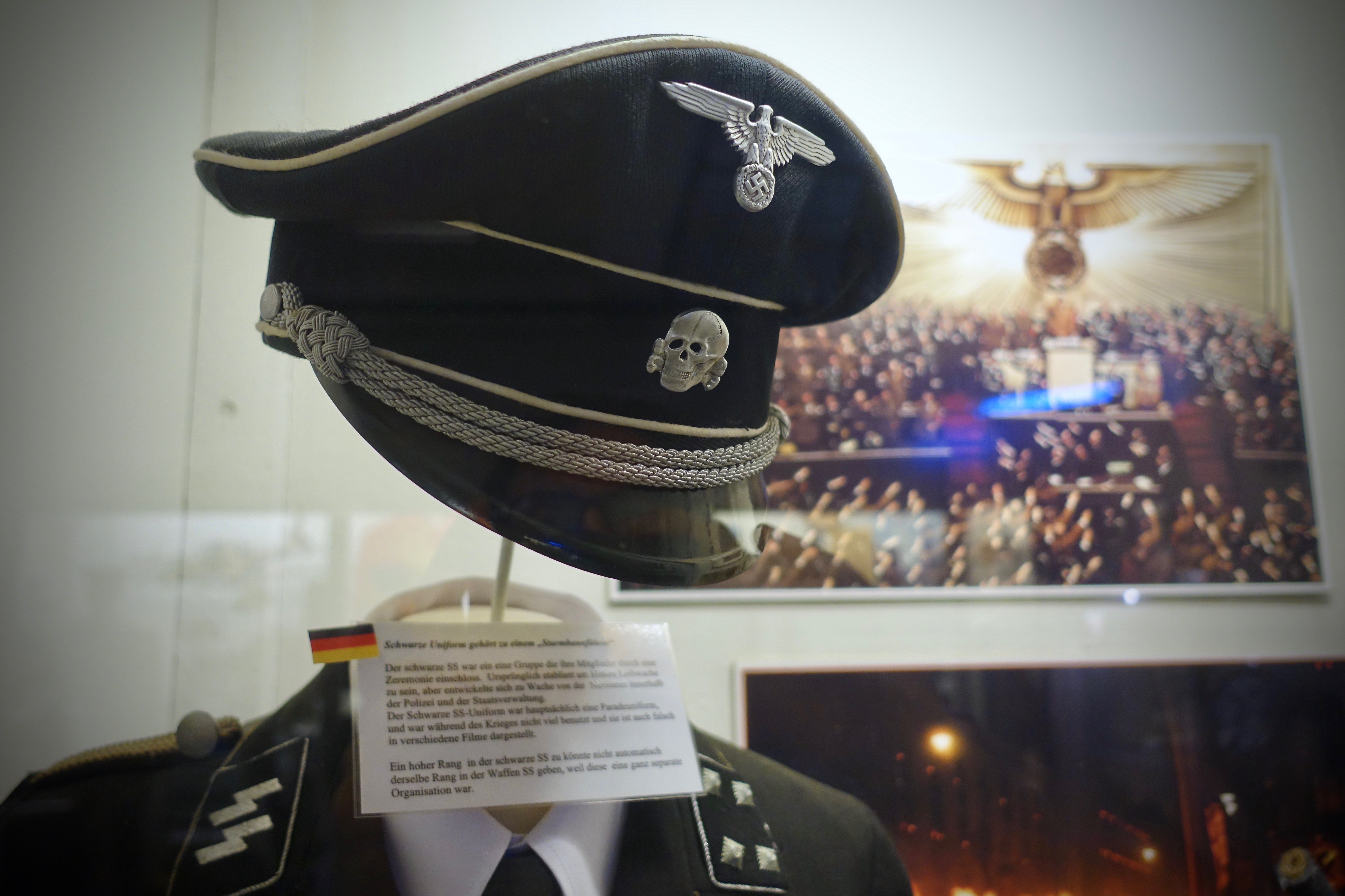
ナチス親衛隊の制帽
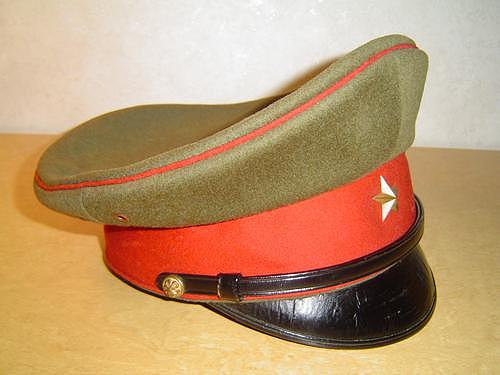
官帽・制帽（旧日本陸軍軍帽）
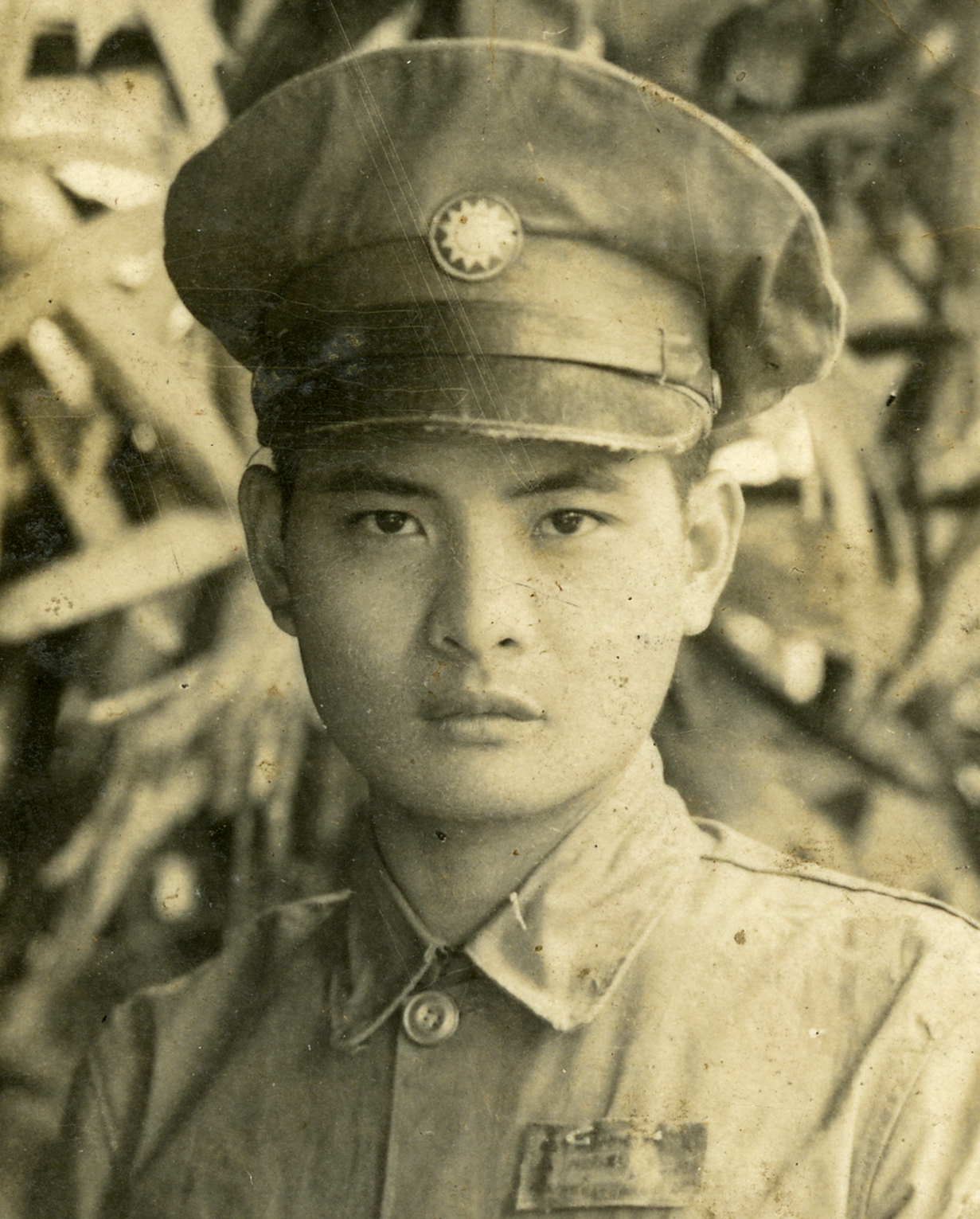
軍帽を被った国民革命軍（中華民国国軍）の兵士
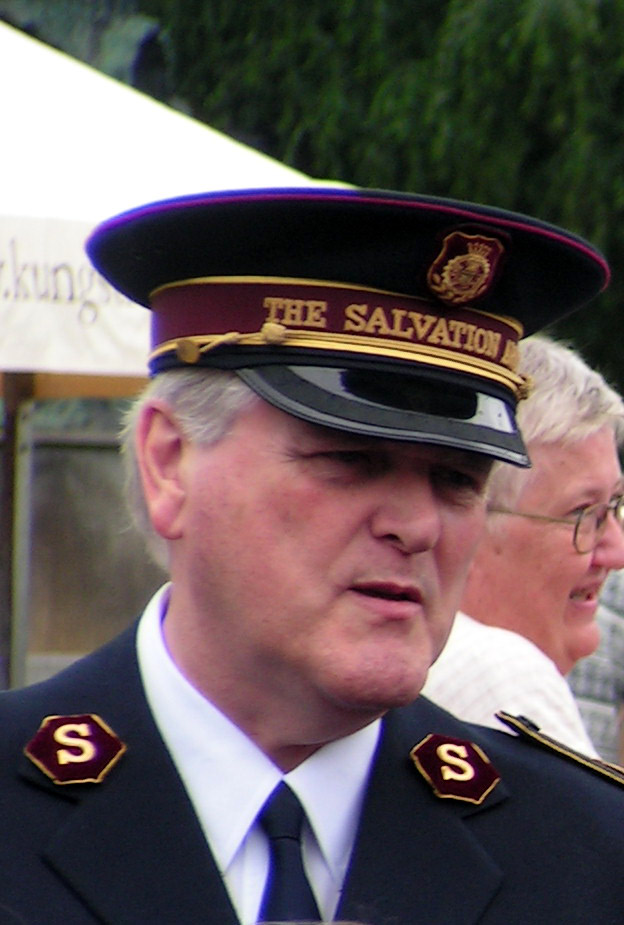
救世軍の制帽（ショー・クリフトン大将）
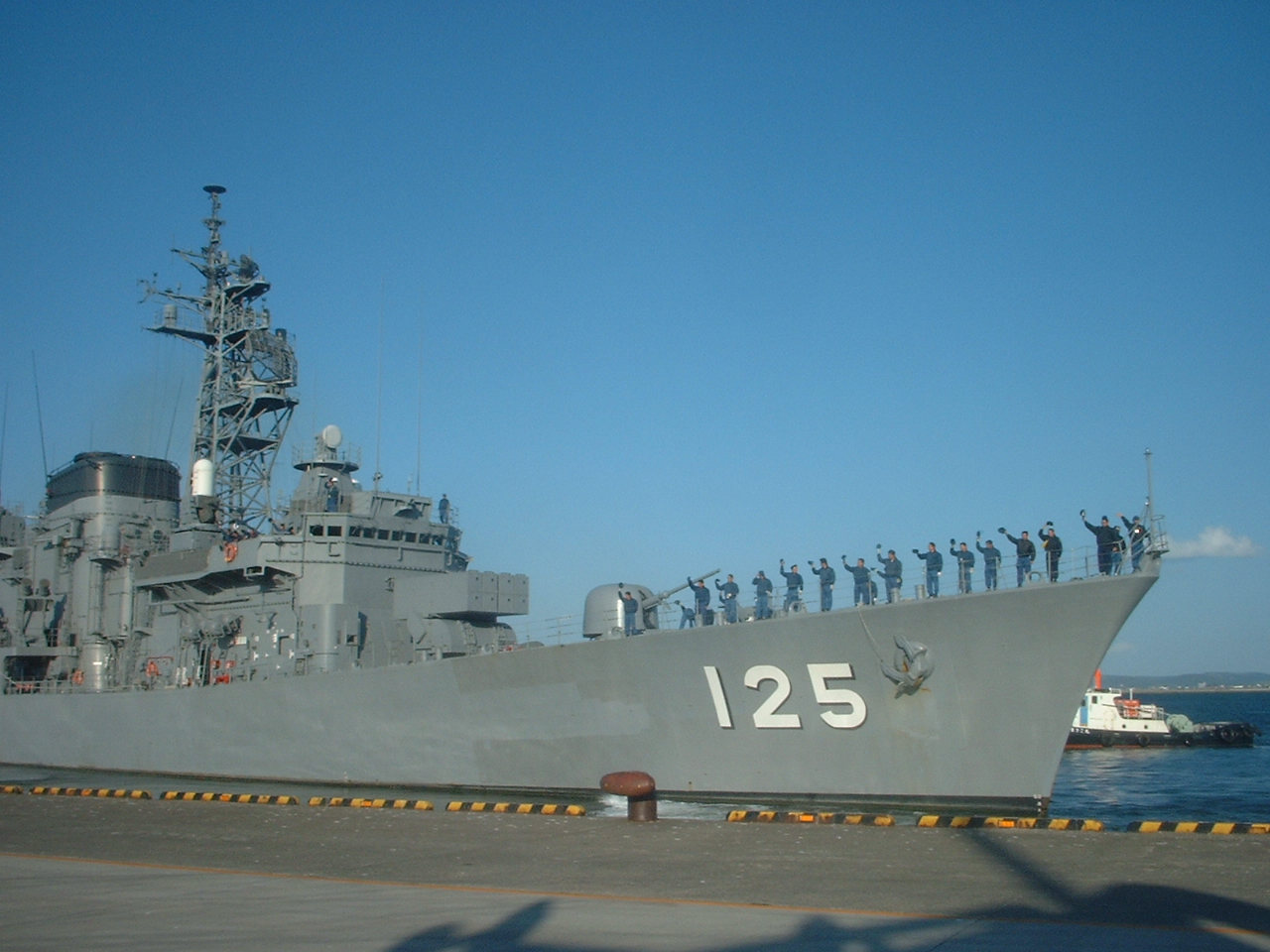
帽振れ（脱帽する挨拶）
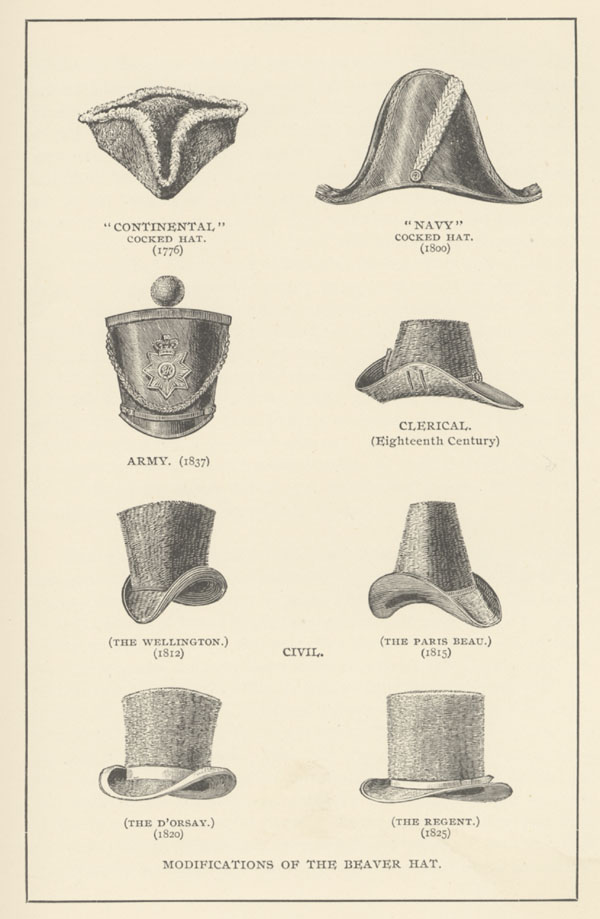
様々な帽子
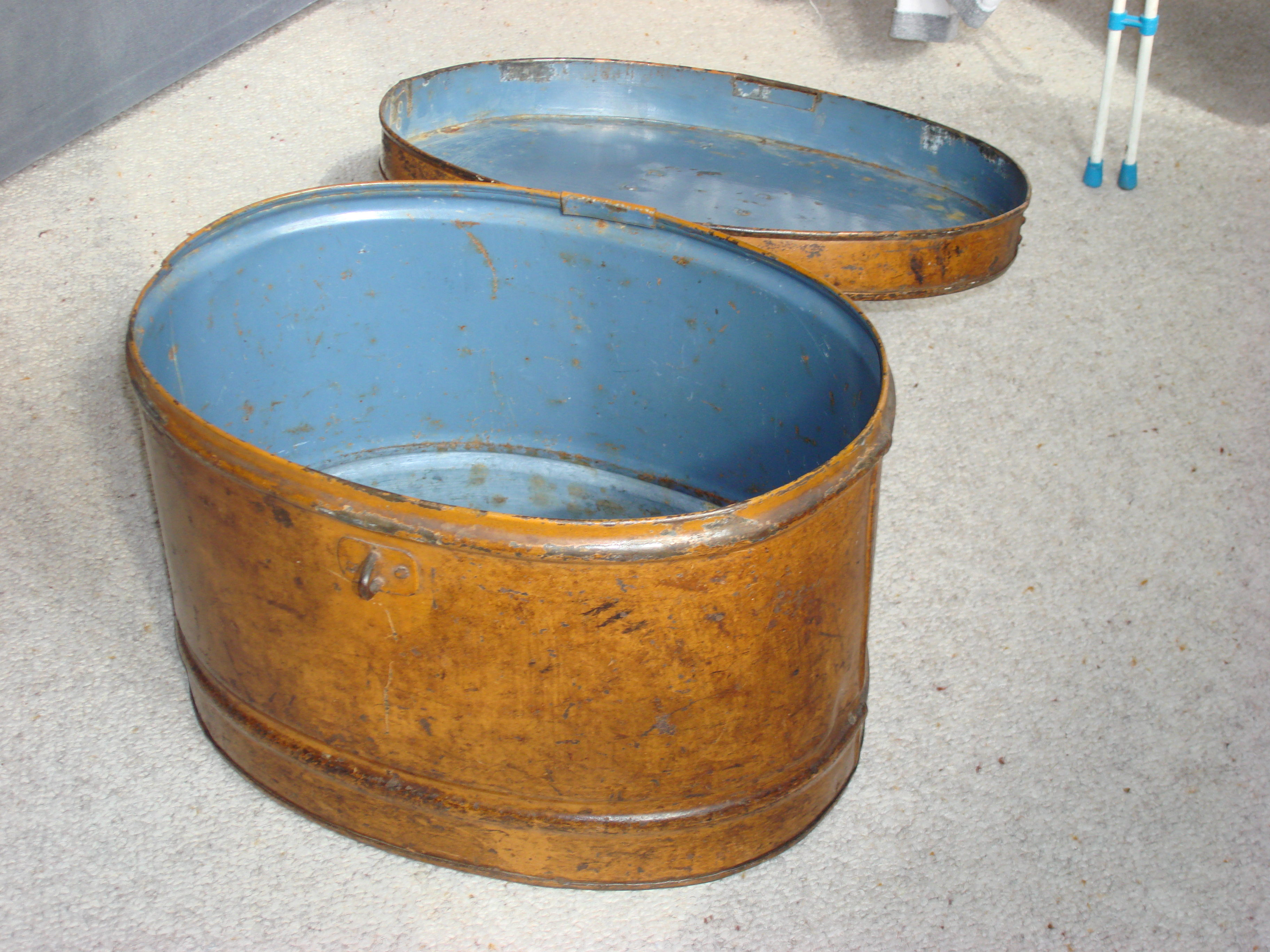
ハットケース（hat tin, hat box, etc.）
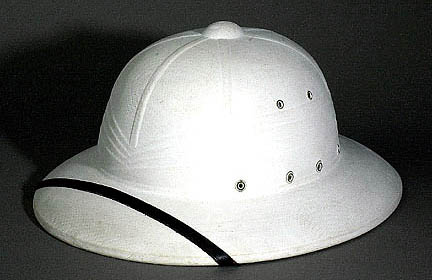
ハリー・S・トルーマン愛用のピスヘルメット